# Continental Mark III
Mark III var en bilmodell hos Lincoln i modellserien Lincoln Continental, först introducerad 1958 som en uppgraderad variant av Lincoln Premiere. Designmässigt så fanns inga stildrag av företrädaren Mark II, i Fords senare marknadsföring av Continental Mark modeller nämns 1958-60 års Mark III-V överhuvudtaget inte.
Namnet Mark III återkom i april 1968 på en lyxig kupé baserad på Ford Thunderbird, karossen överensstämde stilmässigt bättre med den ursprungliga Lincoln Continental från 1940-talet och Mark II som tillverkades 1956-57. Andra omgången av Mark III tillverkades som 1969-71 års modell.